# Liu Wenjun
Liu Wenjun, née le 5 mai 1985 à Wuhan, est une athlète handisport chinoise, concourant dans la catégorie T54 pour les athlètes en fauteuil roulant.

## Biographie
À l'âge de deux ans, elle perd ses jambes dans un accident de voiture.
Liu fait ses débuts internationaux en 2006, lors des Championnats du monde handisport à Assen, où elle ne réussit à monter sur aucun podium. Elle termine 6e du 100 m T5, 10e du 1 500 m T54 et est disqualifiée sur le 400 m T54. Deux ans plus tard, elle fait ses débuts aux Jeux paralympiques d'été de 2008 où elle remporte deux médailles : l'or du 4 × 100 m T5 et l'argent du 100 m T54.
En 2014, à son unique participation aux Jeux para-asiatiques, elle remporte trois médailles d'or (100 m, 400 m et 800 m T54) et une d'argent (1 500 m T54).
Lors de ses troisième Jeux paralympiques en 2016, elle remporte deux médailles d'or sur le 100 m T54 et le 4 × 400 m T53/54, et une médaille de bronze sur le 800 m T54. En remportant l'or sur le 100 m T54 en 16 s 00, elle conserve son titre acquis en 2012 aux Jeux de Londres. Lors du 4 × 400 m T53/54, son équipe bat le record du monde de la distance en 3 min 32 s 11 et le record d'Asie sur le 800 m T54 où elle prend la médaille d'argent.
Elle est également quadruple championne du monde et triple médaillée d'argent mondiale.